# Distretto di Kunigami
Il Distretto di Kunigami (国頭郡, Kunigami-gun?) è uno dei distretti della prefettura di Okinawa, in Giappone. Comprende i territori della parte centro-settentrionale dell'isola di Okinawa, ad eccezione di quelli della città di Nago. Fanno parte del distretto anche isole minori situate in prossimità della costa nord-occidentale di Okinawa.
Attualmente sono compresi nel distretto i comuni di Ginoza, Higashi, Ie, Kin, Kunigami, Motobu, Nakijin, Onna e Ōgimi. A tutto il 1º luglio del 2012, la popolazione totale era di 64.524 residenti, distribuiti su una superficie di 577,03 km², per una densità di 11,82 ab./km².
| Controllo di autorità | VIAF (EN) 260257475 · NDL (EN, JA) 00634606 |